# Kritsana Taiwan
Kritsana Taiwan (tiếng Thái: กฤษณะ ต่ายวัลย์; sinh ngày 4 tháng 2 năm 1984) là một cầu thủ bóng đá từ Thái Lan. Hiện tại anh thi đấu cho Angthong ở Thai League 2.